# Особові форми дієслова
Особо́ві фо́рми дієслі́в  — це дієслова, у яких можна визначити особу (пишу, пишеш, пишуть). Ця граматична категорія дієслова виражає відношення дії до мовця: я пишу, ти пишеш, вони пишуть.
Особове дієслово — означає дію, стан предмета відносно до особи, відповідає на питання що роблю/зроблю? що робимо/зробимо? що робиш/зробиш? що робите/зробите? що робить/зробить? що роблять/зроблять?

## Особи дієслів
1-ша: (я) пишу; (ми) пишемо.
2-га: (ти) пишеш; (ви) пишете.
3-тя: (він; вона; воно) пише; (вони) пишуть.

## Морфологічні ознаки
Особові форми дієслова змінюються за часами (теперішній, минулий та майбутній): пишу, писав, напише. У теперішньому та майбутньому часах — за особами: пишу, пишемо; пишеш, пишете; пише, пишуть. У минулому часі — за родами та числами: писав, писала, писало; писали.
Категорія особи дієслова тісно пов'язана з категорією особи займенника (малюю - я малюю, малюєш - ти малюєш, маюють - вони малюють). 

## Синтаксична роль
У реченнях особові дієслова є присудками. Наприклад: Мудрим ніхто не вродився, а навчився. Літо збирає, а зима з'їдає (Нар. творчість).